# Impatiens hirsutisepala
Impatiens hirsutisepala är en balsaminväxtart som beskrevs av Tardieu. Impatiens hirsutisepala ingår i släktet balsaminer, och familjen balsaminväxter. Inga underarter finns listade i Catalogue of Life.